# Henk van Woerden
Henk van Woerden (Leiden, 6 december 1947 – Ann Arbor, 16 november 2005) was een Zuid-Afrikaans en Nederlands schilder en schrijver. Op negenjarige leeftijd emigreerde Van Woerden met zijn ouders naar Kaapstad in Zuid-Afrika. Hij keerde in mei 1968 naar Europa terug.

## Leven en werk
Hij volgde de schildersopleiding aan de Michaelis School of Fine Arts in Kaapstad die hij voltooide in 1967 en debuteerde in 1968 met een solotentoonstelling in The Artist's Gallery. Na zijn vertrek uit Zuid-Afrika woonde en werkte hij in Amsterdam, vanaf 1992 in de voormalige kraamkliniek op het WG-terrein. In Amsterdam exposeerde hij zijn werk regelmatig bij Galerie Espace. Zijn werk is opgenomen in veel openbare en privéverzamelingen (o.a. het Stedelijk Museum Amsterdam, Museum Arnhem, het Frans Hals Museum in Haarlem, de UCT Collection in Kaapstad en het Sasol Kunstenmuseum in Stellenbosch).
In 1980 kreeg Van Woerden de Koninklijke Subsidie voor de Schilderkunst toegekend. Hij was als docent verbonden aan de AKI in Enschede. Naast zijn schilderwerk was Van Woerden ook als schrijver actief: hij schreef een drieluik over Zuid-Afrika dat nationaal en internationaal de nodige aandacht kreeg (Moenie kyk nie, Tikoes en Een mond vol glas). In 2001 ontving Van Woerden de Alan Paton Award voor zijn boek A Mouthful of Glass en in 2003 de Frans Kellendonk-prijs.
In 2005 overleed hij op 57-jarige leeftijd aan een hartstilstand in Ann Arbor (Michigan), waar hij doceerde als writer in residence aan de Universiteit van Michigan bij de faculteit Engelse Letterkunde.
In 2006 kreeg hij postuum de Gouden Uil, de belangrijkste Belgische literatuurprijs voor zijn boek Ultramarijn. In 2007 werd datzelfde boek bekroond met De Inktaap, de literaire jongerenprijs van het Nederlandse taalgebied.
In 2015 verscheen zijn biografie Koning Eenoog: een migrantenverhaal, geschreven door Toef Jaeger.